# François Arago
François Jean Dominique Arago (Estagel, 26 febbraio 1786 – Parigi, 2 ottobre 1853) è stato un matematico, fisico, astronomo e politico francese.

## Biografia
Nato ad Estagel, un villaggio nei pressi di Perpignano, nell'antica provincia francese del Rossiglione (oggi compresa nel dipartimento dei Pirenei Orientali, nella regione dell'Occitania), maggiore di quattro fratelli (tra cui Jacques, scrittore, ed Étienne, politico e commediografo), iniziò gli studi di matematica nella scuola municipale di Perpignano.
Fu nominato dall'imperatore astronomo dell'Osservatorio nazionale francese, s'interessò allo studio della pressione e alla velocità del suono. Studiò il magnetismo e di come molti corpi potessero essere magnetizzati, ricerche che in seguito furono portate avanti da Michael Faraday.
Collaborò con Augustin-Jean Fresnel aiutandolo a confermare le sue teorie sull'ottica.
Nel 1830 venne eletto alla camera dei deputati del distretto dei Pirenei Orientali. Come deputato propose un contributo economico per l'invenzione di Louis Daguerre, la dagherrotipia. In quello stesso periodo conobbe Carlo Matteucci, con cui strinse amicizia.
Il 20 gennaio 1833 divenne socio dell'Accademia delle scienze di Torino.
Fu il Primo Ministro della Francia dal 9 maggio al 24 giugno 1848.
La sua tomba è ubicata presso il cimitero monumentale di Père-Lachaise a Parigi.

## Primi anni e lavori
Arago nacque a Estagel, un piccolo villaggio vicino a Perpignano, nel dipartimento francese dei Pirenei Orientali, dove suo padre era a capo della Zecca del Tesoro. Era il più vecchio di quattro fratelli. Jean (1788 – 1836) emigrò in Nord America e divenne generale nell'esercito messicano. Jacques Étienne Victor (1799 - 1855) prese parte al viaggio esplorativo di Louis de Freycinet dal 1817 al 1821, e al suo ritorno in Francia si dedicò al giornalismo e al teatro drammatico. Il quarto fratello Étienne Vincent (1802 - 1892) si dice abbia collaborato con Honoré de Balzac in The Heiress of Birague e dal 1822 al 1847 scrisse un gran numero di drammi leggeri, molti dei quali in collaborazione.
Mostrando propensione per la carriera militare, François Arago fu spedito al college municipale di Perpignan, dove cominciò a studiare matematica in preparazione all'esame di ammissione del Politecnico. Nel giro di due anni e mezzo riuscì a padroneggiare tutte le materie dell'esame ed altre ancora. All'esame in Tolosa stupì gli esaminatori con la sua conoscenza dell'opera di Joseph Louis Lagrange.
Verso la fine del 1803 Arago entrò all'École Polytechnique, ma apparentemente trovò i professori incapaci di insegnare conoscenze o mantenere la disciplina. Il servizio di artiglieria era la sua ambizione, e nel 1804, grazie ai consigli e alle raccomandazioni di Siméon-Denis Poisson ottenne un “appuntamento” con il segretario dell'Osservatorio di Parigi. Fece così la conoscenza di Pierre-Simon Laplace, e attraverso la sua influenza gli fu commissionato, con Jean-Baptiste Biot, di terminare le misurazioni del meridiano geografico che erano iniziate con Jean Baptiste Joseph Delambre ed erano state interrotte dalla morte di P. F. A. Méchain nel 1804. Arago and Biot lasciarono Parigi nel 1806 e cominciarono le operazioni lungo le montagne della Spagna. Biot tornò a Parigi dopo aver determinato la latitudine di Formentera, il posto più a sud che rientrava nella loro ricerca. Arago continuò il lavoro fino al 1809, il suo scopo era di misurare l'intero arco di geodetica per determinare l'esatta lunghezza di un metro.
Dopo la partenza di Biot, il fermento politico provocato dall'entrata dei francesi in Spagna arrivò fino alle Isole Baleari, e rese la popolazione sospettosa a causa dei movimenti di Arago (le sue luci accese sulla cima di mola de l'Esclop), giudicati come attività di una spia degli invasori. La loro reazione fu tale che dovette consegnarsi per essere imprigionato nella fortezza di Bellver nel giugno 1808. Il 28 luglio scappò dall'isola su un'imbarcazione da pesca e dopo un viaggio avventuroso raggiunse Algeri il 3 agosto. Da lì ottenne un passaggio su un vascello diretto a Marsiglia, ma il 16 agosto, appena il vascello si trovò vicino a Marsiglia, finì nelle mani dei corsari spagnoli. Con il resto dell'equipaggio Arago fu portato a Roses ed imprigionato prima in un mulino a vento e poi in una fortezza, finché la città non cadde nelle mani dei francesi, quando i prigionieri vennero trasferiti a Palamós.
Dopo tre mesi di prigionia Arago e gli altri furono rilasciati su richiesta del bey di Algeri, e nuovamente trasferiti via mare verso Marsiglia il 28 novembre; avvenne però che in vicinanza delle coste furono dirottati da un vento del nord a Bougie sulle coste dell'Africa. Via mare i trasferimenti ad Algeri subirono un estenuante ritardo per diversi mesi, Arago, perciò partì via terra, guidato da un ministro della chiesa musulmana, e raggiunse Algeri il giorno di Natale.  Dopo sei mesi in Algeri, partì di nuovo, il 21 giugno 1809 per Marsiglia dove fu ricoverato in un monotono e inospitale lazzaretto in quarantena, prima che le sue difficoltà finissero. La prima lettera che ricevette mentre si trovava al lazzaretto, fu di Alexander von Humboldt; e fu l'origine di una corrispondenza che, con le parole di Arago, durò per oltre 40 anni senza che una nuvola la disturbasse.

## Studi scientifici

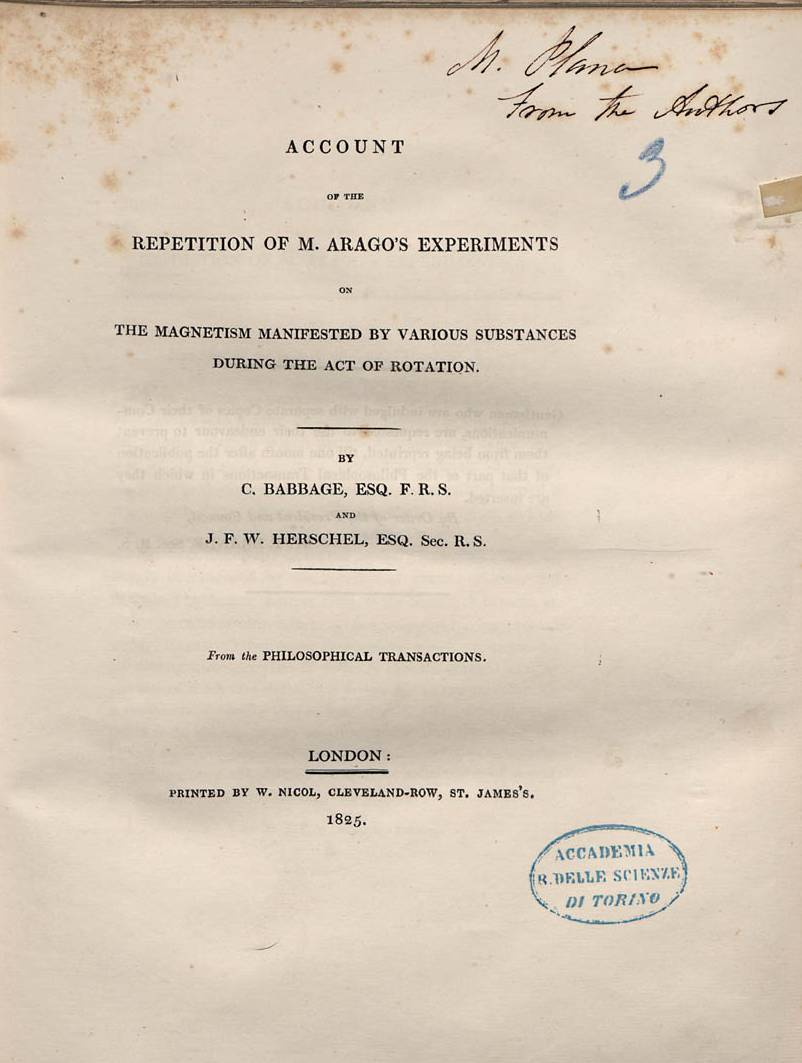
Charles Babbage, Account of the repetition of M. Arago's experiments on the magnetism manifested by various substances during the act of rotation, 1825

Arago riuscì a preservare le registrazioni delle sue indagini, e una volta a casa la prima cosa che fece fu di depositarle al Bureau des Longitudes a Parigi. Come risarcimento per la sua condotta così esemplare in favore della scienza, fu eletto membro dell'Accademia francese delle scienze, alla stupefacente età di 23 anni, e prima della fine del 1809 fu scelto dal consiglio dell'École Polytechnique per succedere a Gaspard Monge per la cattedra di geometria analitica. Allo stesso tempo fu nominato dall'imperatore Napoleone come uno degli astronomi dell'Osservatorio Reale; questo fu sua residenza fino alla sua morte e fu in questo luogo che conseguì eccellenti successi con una serie di letture popolari di astronomia, che continuarono dal 1812 al 1845.
Nel 1816 con Joseph Louis Gay-Lussac diede vita agli Annali di Chimica e Fisica e nel 1818 o 19 continuò con Biot ad eseguire operazioni geodetiche sulle coste francesi, inglesi e scozzesi. Essi misurarono la lunghezza dell'arco a Leith, in Scozia e nelle Isole Shetland. I risultati delle osservazioni furono pubblicati nel 1821 con quelli eseguiti in Spagna. Arago fu eletto membro del Bureau des Longitudes immediatamente dopo e contribuì ad ognuno dei volumi dei suoi annali, per circa 22 anni, con importanti recensioni scientifiche, astronomiche, meteorologiche ed occasionalmente di ingegneria civile; inoltre scrisse interessanti memorie su membri dell'Accademia.
Le prime sue ricerche di fisica, svolte dal 1818 al 1822, riguardarono la pressione a differenti temperature e la velocità del suono. Le sue osservazioni sul campo magnetico si svilupparono dal 1823 al 1826. Scoprì ciò che fu chiamato potere rotatorio e il fatto che molti corpi potessero essere magnetizzati. Queste scoperte furono completate e spiegate da Michael Faraday.
Arago appoggiò calorosamente le teorie ottiche di Augustin-Jean Fresnel, aiutando a confermare la teoria delle onde di luce. I due scienziati condussero insieme esperimenti sulla polarizzazione della luce che portavano ad inferire che le oscillazioni dell'etere fossero trasversali alla direzione del moto fisico. Questi esperimenti permisero anche di comprendere che la polarizzazione consisteva in una riduzione del moto rettilineo nelle componenti con la giusta angolazione l'una rispetto all'altra. La successiva scoperta della polarizzazione rotatoria è essenzialmente dovuta ad Arago. Egli inventò il primo filtro di polarizzazione nel 1821.
La determinazione sperimentale della velocità della luce fu effettuata, con esperimenti diversamente evoluti, da Hippolyte Fizeau e Léon Foucault, ma fu suggerita dallo stesso Arago nel 1838; egli a causa della sua crescente cecità non poté definire i dettagli degli esperimenti ed eseguirli.
La fama di Arago come sperimentatore e scopritore è dovuta soprattutto ai suoi contributi al magnetismo e ancora di più all'ottica. Egli mostrò che un ago magnetico, fatto oscillare su una superficie come acqua, vetro, rame ecc., cade più rapidamente nel punto di oscillazione secondo che sia più o meno vicino alla superficie. Questa scoperta, che gli fece guadagnare la medaglia Copley della Royal Society nel 1825, fu seguita da un'altra, che un piatto rotante tende a comunicare il suo moto ad un ago magnetico sospeso su di esso (magnetismo della rotazione). Arago è giustamente ricordato anche per aver provato la lungamente sospettata connessione tra l'aurora boreale e le variazioni di valori del campo magnetico. Nel campo dell'ottica Arago non solo fece importanti scoperte da solo, ma collaborò anche con il genio Augustin-Jean Fresnel, con la cui storia così come con quelle di Étienne-Louis Malus e Thomas Young, questa parte della sua vita è molto legata da continui scambi di informazioni e collaborazioni.
Appena dopo l'inizio del XIX secolo il lavoro di almeno tre scienziati diede forma alla dottrina della teoria ondulatoria della luce. Le argomentazioni di Fresnel in favore di quella teoria trovarono poco favore in Laplace, Poisson e Biot, “campioni” della teoria di emissione, ma furono largamente abbracciate da Humboldt ed Arago che erano stati nominati dall'Accademia per riportare il tutto su carta. Tutto ciò fu la base per una amicizia molto sentita tra Fresnel ed Arago, e fu lo spunto per determinare la volontà di chiarire insieme ulteriori leggi fondamentali della polarizzazione della luce.  Come risultato di questo lavoro, Arago costruì il polariscopio che usò per alcune interessanti osservazioni sulla polarizzazione della luce del cielo. A lui è dovuta anche la scoperta del potere della polarizzazione rotatoria esibita dal quarzo.
Tra i molti contributi di Arago a supporto delle ipotesi ondulatorie, c'è l'experimentum crucis che propose di eseguire per misurare direttamente la velocità della luce nell'aria, nell'acqua e nel vetro. Per la teoria dell'emissione la velocità dovrebbe essere accelerata da una crescente densità nel mezzo; per la teoria ondulatoria deve esserne ritardata. Nel 1838 comunicò all'Accademia i dettagli del suo apparato, che utilizzava specchi riflettenti impiegati da Charles Wheatstone nel 1835 per misurare la velocità della scarica elettrica; ma a causa della grande cura richiesta per portare avanti il progetto, e all'interruzione dei suoi lavori per la rivoluzione del 1848, fu solo nella primavera del 1850 che fu pronto a testare questa idea e poi la sua vista sparì immediatamente. Prima della sua morte comunque il ritardo della luce a causa di un aumento della densità media fu dimostrato dagli esperimenti di H. L. Fizeau e B. L. Foucault che con miglioramenti nei dettagli si basarono sul piano da lui proposto.

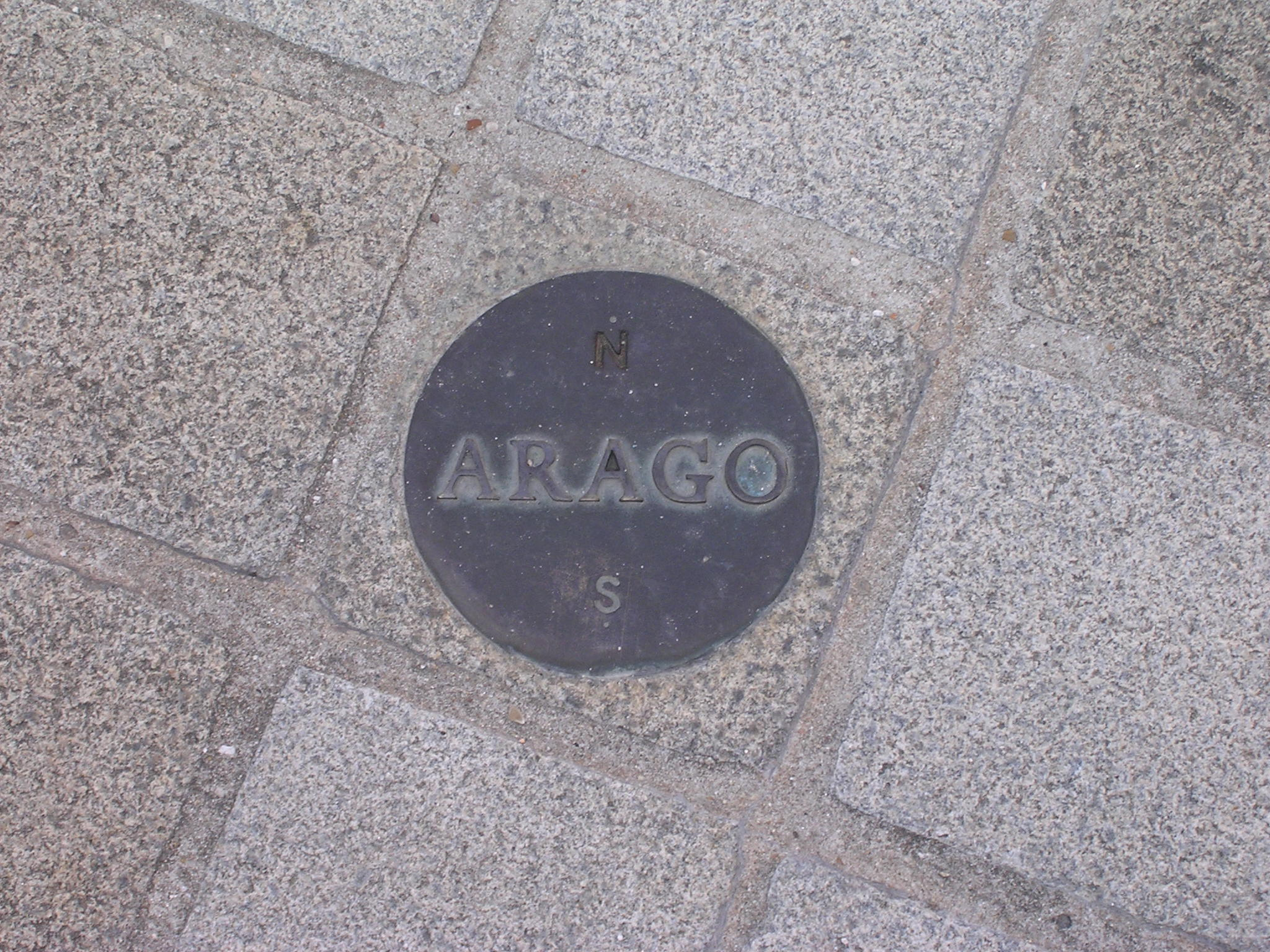
Uno dei 135 medaglioni realizzati in memoria dei lavori di determinazione del meridiano e delle misure della Terra eseguite da Arago

## Pubblicazioni
I lavori di Arago furono pubblicati dopo la sua morte sotto la direzione di J. A. Barral, in 17 volumi, 1854-1862; così anche, separatamente Astronomie populaire, in 4 volumi; Notices biographiques, in 3 volumi; Indices scientifiques, in 5 volumi; Voyages scientifiques, in 1 vol.; Grimoires scientifiques, in 2 volumi; Mélanges, in 1 vol.; e Tables analytiques et documents importants (with portrait), in 1 vol.
Le opere in lingua francese riguardanti gli studi di Arago sono:
- Oeuvres complètes de François Arago, publiées d'après son ordre sous la direction de M. J.-A. Barral (Paris : Gide , 1854-1862)
- Astronomie populaire : oeuvre posthume par François Arago ; nouv. éd. mise au courant des progrès de la science par M. J.-A. Barral (Paris : L. Guérin : T. Morgand, 1864-1867)
- Essai d'une méthode de calcul commune aux distances lunaires et aux occultations (Paris: Imprimerie nationale, 1902)
- Leçons d'astronomie professées à l'Observatoire royal, Paris, 1835. URL consultato il 16 giugno 2025 (archiviato il 26 aprile 2025)

Le traduzioni inglesi dei lavori di Arago sono riportate nei seguenti testi:
- Treatise on Comets, di C. Gold, C.B. (London, 1833);
- Euloge of James Watt, di Muirhead (London, 1839); di nuovo tradotto, con note, da Brougham
- Popular Lectures on Astronomy, di Walter Kelly e L. Tomlinson (London, 1854); anche tradotto da Dr W. H. Smyth e Prof. R. Grant (London, 1855)
- Arago's Autography, tradotto dal Rev. Baden Powell (London, 1855, 58)
- Arago's Meteorological Essays, con l'introduzione di Humboldt, tradotto sotto la supervisione del Colonnello Sabine (London, 1855)
- Arago's Biographies of Scientific Men, tradotto da Smyth, Powell e Grant (London, 1857)

## Riconoscimenti

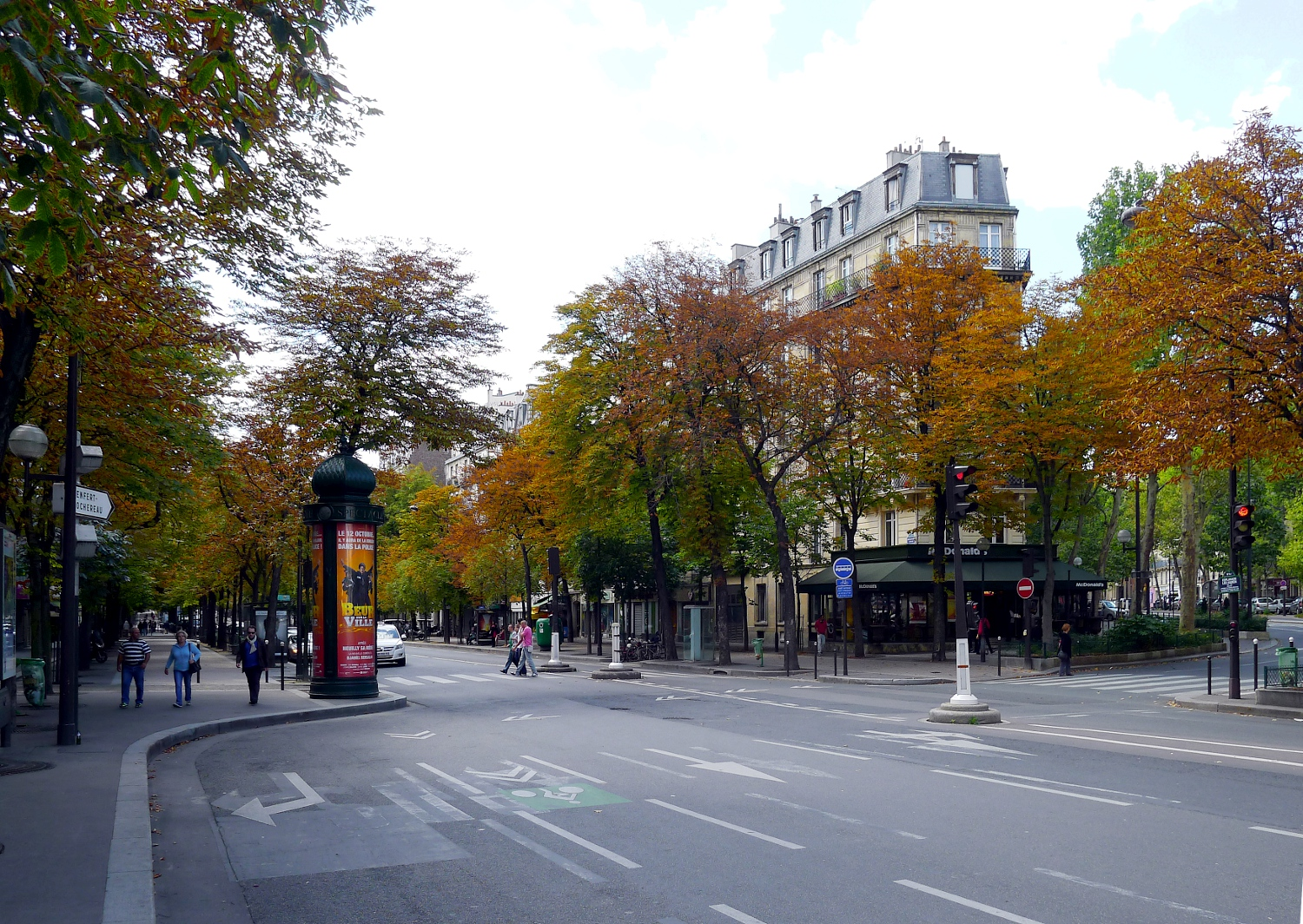
Il boulevard Arago visto dall'incrocio dei Gobelins

Nel 1825 gli fu assegnata la medaglia Copley.
In suo onore è stato dato il suo nome: al cratere Arago su Marte, ad un cratere sulla Luna e ad un anello di Nettuno.
La città di Parigi gli ha dedicato un viale, il boulevard Arago.